# PFK Botev Plovdiv
PFK Botev Plovdiv (bulgară Ботев Пловдив) este un club de fotbal din Plovdiv, Bulgaria, care evoluează în prima ligă bulgară. Clubul a fost înființat pe 12 martie 1912 și evoluează pe Stadionul Hristo Botev.

## Coeficient UEFA
La data de 9 august 2013.
| Loc | Echipă                | Puuncte |
| --- | --------------------- | ------- |
| 319 | Falkirk F.C.          | 3.463   |
| 320 | FK Rudar Pljevlja     | 3.450   |
| 321 | PFC Botev Plovdiv     | 3.425   |
| 321 | EB/Streymur           | 3.425   |
| 321 | PFC Lokomotiv Sofia   | 3.425   |
| 321 | PFC Cherno More Varna | 3.425   |

## Palmares
A PFG:
- Campioni: 1928-1929, 1966-1967
- Vicecampioni: 1962-1963, 1985-1986

Cupa Bulgariei:
- Campioni: 1962, 1981, 2017, 2024
- Finalistă: (8) - 1947, 1956, 1963, 1964, 1984, 1991, 1993, 1995, 2014

Cupa Balcanică:
- Câștigătoare: 1972

Cupa Trimontzium:
- Câștigătoare: 1943, 1984, 1987, 1989 (ca Trakia Plovdiv)

## Culori
Culorile clubului sunt galben auriu și negru, adoptate în 1917. Există două povești despre cum au fost alese aceste culori.
Prima poveste spune că galbenul și negrul este un simbol al unității între studenții catolici (galben auriu) și studenții ortodocși (negru), întrucât stadionul clubului - Hristo Botev a fost construit în apropiere de Colegiul Catolic din Plovdiv.
A doua poveste spune că fondatorii clubului au copiat structura de organizare a celor mai populare echipa din Austria de la acea vreme. Ei au luat culorile de la steagul austro-ungar (de asemenea și prima stemă a clubului a fost similară cu cea a clubului austriac, SK Rapid Viena).

## Turnee europene
| Sezon   | Competiția                | Runda         | Țara                                      | Club                   | Acasă | Deplasare    | General |
| ------- | ------------------------- | ------------- | ----------------------------------------- | ---------------------- | ----- | ------------ | ------- |
| 1962/63 | Cupa Cupelor              | Optimi        | România                                   | Steaua București       | 5:1   | 2:3          | 7:4     |
|         |                           | Sferturi      | Republica Irlanda                         | Shamrock Rovers        | 1:0   | 4:0          | 5:0     |
|         |                           | Sferturi      | Spania                                    | Atlético Madrid        | 1:1   | 0:4          | 1:5     |
| 1967/68 | Cupa Campionilor Europeni | Optimi        | România                                   | Rapid București        | 2:0   | 0:3 (a.e.t.) | 2:3     |
| 1968/69 | Cupa Orașelor Târguri     | Q1            | Spania                                    | Real Zaragoza          | 3:1   | 0:2          | 3:3     |
| 1970/71 | Cupa Orașelor Târguri     | Q1            | Anglia                                    | Coventry City FC       | 1:4   | 0:2          | 1:6     |
| 1971/72 | Cupa Balcanică            | Faza Grupelor | Turcia                                    | Göztepe S.K.           | 3:0   | 1:1          |         |
|         |                           | Faza Grupelor | România                                   | FC Brasov              | 1:1   | 3:2          |         |
|         |                           | Finală        | Iugoslavia                                | Vardar Skopje          | 5:0   | 0:4          | 5:4     |
| 1978/79 | Cupa UEFA                 | Q1            | Germania                                  | Hertha BSC             | 1:2   | 0:0          | 1:2     |
| 1980/81 | Cupa Balcanică            | Faza Grupelor | România                                   | Sportul Studențesc     | 3:0 1 | 2:3          |         |
|         |                           | Finală        | Iugoslavia                                | FK Velež Mostar        | 5:6   | 2:6          | 7:12    |
| 1981/82 | Cupa Cupelor              | Optimi        | Spania                                    | FC Barcelona           | 1:0   | 1:4          | 2:4     |
| 1982/83 | Cupa UEFA Intertoto       | Faza Grupelor | Cehoslovacia                              | FC Vítkovice           | 5:1   | 2:4          |         |
|         |                           | Faza Grupelor | Germania                                  | Eintracht Braunschweig | 0:1   | 0:2          |         |
|         |                           | Faza Grupelor | Suedia                                    | IF Elfsborg            | 4:0   | 0:0          |         |
| 1984/85 | Cupa Cupelor              | Optimi        | Luxemburg                                 | Union Luxembourg       | 4:0   | 1:1          | 5:1     |
|         |                           | Sferturi      | Germania                                  | FC Bayern München      | 2:0   | 1:4          | 3:4     |
| 1985/86 | Cupa Campionilor Europeni | Optimi        | Suedia                                    | IFK Göteborg           | 1:2   | 2:3          | 3:5     |
| 1986/87 | Cupa UEFA                 | Q1            | Malta                                     | Hibernians FC          | 8:0   | 2:0          | 10:0    |
|         |                           | Optimi        | Iugoslavia                                | HNK Hajduk Split       | 2:2   | 1:3          | 3:5     |
| 1987/88 | Cupa UEFA                 | Q1            | Iugoslavia                                | Steaua Roșie Belgrad   | 2:2   | 0:3          | 2:5     |
| 1988/89 | Cupa UEFA                 | Q1            | Uniunea Republicilor Sovietice Socialiste | Dinamo Minsk           | 1:2   | 0:0          | 1:2     |
| 1992/93 | Cupa UEFA                 | Q1            | Turcia                                    | Fenerbahçe SK          | 2:2   | 1:3          | 3:5     |
| 1993/94 | UEFA Cup                  | Q1            | Grecia                                    | Olympiacos             | 2:3   | 1:5          | 3:8     |
| 1995/96 | Cupa UEFA                 | Q1            | Georgia                                   | Dinamo Tbilisi         | 1:0   | 1:0          | 2:0     |
|         |                           | Șaisprezecimi | Spania                                    | Sevilla FC             | 1:1   | 0:2          | 1:3     |
| 2013/14 | Europa League             | Q1            | Kazahstan                                 | Astana                 | 5:0   | 1:0          | 6:0     |
|         |                           | Q2            | Bosnia și Herțegovina                     | Zrinjski Mostar        | 2:0   | 1:1          | 3:1     |
|         |                           | Q3            | Germania                                  | VfB Stuttgart          | 1:1   | 0:0          | 1:1     |

1. Sportul Studențesc s-a retras din turneu.

## Statistici
| # | Nume                | Apps |
| - | ------------------- | ---- |
| 1 | Dinko Dermendzhiev  | 447  |
| 2 | Viden Apostolov     | 429  |
| 3 | Zapryan Rakov       | 359  |
| 4 | Marin Bakalov       | 353  |
| 5 | Petar Zehtinski     | 350  |
| — | Kostadin Kostadinov | 350  |

| # | Nume                | Goluri |
| - | ------------------- | ------ |
| 1 | Dinko Dermendzhiev  | 194    |
| 2 | Kostadin Kostadinov | 106    |
| 3 | Atanas Pashev       | 100    |
| 4 | Antim Pehlivanov    | 089    |
| 5 | Ivan Sotirov        | 086    |